# Pablo Doffo
Pablo Doffo (La Corlota, 6 maart 1983) is een  Argentijns voetballer die uitkomt voor Floriana FC. Hij speelt als verdediger en als middenvelder. Omdat Doffo al lange tijd actief is in Malta kreeg hij ondertussen de Maltese nationaliteit.

## Clubs
- 2004-05  Sportivo Belgrano
- 2005-06  Talleres de Córdoba
- 2006-?  Hibernians FC
- ?-...  Floriana FC